# 牛萌萌
牛萌萌（1982年12月15日—），山东聊城人，汉族，中國女演員。

## 生平
牛萌萌毕业于中央戏剧学院2001级表演系本科，有「小张曼玉」之稱。
1990年，参演首部电影《战争子午线》。1997年，参演电视剧《十七岁不哭》。2001年，通过海选，与苏有朋拍摄康师傅绿茶广告。2007年，获得北京青年“娱乐人物”奖。2006年，参演电视剧《数风流人物》，饰女主角夏雨。同年与房祖名、陈柏霖主演电影《PK.COM.CN》，饰女主角吴羽飞。2011年，参加东方卫视《舞林大会》节目。2015年5月，与张歆艺、黄觉合作电视剧《好想好想爱上你》，饰廖贝妮。

## 作品

### 电视剧
- 1994年 《烟雨陶然亭》
- 1997年 《十七岁不哭》 饰 岳晓丹
- 2001年 《少年张三丰》 饰 冰心
- 2004年 《红粉世家》 饰 玲子
- 2004年 《上海风云》（又名：大上海风云） 饰 叶婉盈
- 2003年 《杨门虎将》 饰 柴郡主
- 2005年 《侠骨丹心》 饰 厉胜男
- 2005年 《魔术奇缘》 饰 朴玉拉
- 2005年 《白屋之恋》 饰 杨昕
- 2006年 《数风流人物》 饰 夏雨
- 2006年 《福禄寿三星报喜》 饰 瑞宁公主
- 2007年 《结婚进行曲》 饰 吴小丽
- 2007年 《五星大饭店》 饰 汤豆豆
- 2007年 《空巷子》 饰 马华沙
- 2009年 《初恋》 饰 徐爱莲
- 2010年 《温柔的背叛》 饰 林丹
- 2010年 《幸福一定强》 饰 乔雨蓓
- 2012年 《商道·天问》（又名：乱世望族） 饰 高桥加代
- 2015年 《好想好想爱上你》 饰 廖贝妮
- 2016年 《战火红颜》

### 电影
- 1990年 《战争子午线》 饰 小草
- 1991年 《小雪》 饰 小雪
- 2008年 《PK.COM.CN》 饰 吴羽飞
- 2010年 《七小罗汉》 饰 小巫
- 2012年 《情谜》 饰 小凡
- 2012年 《地域无门》 饰 伊拉
- 2013年 《衝鋒戰警》 饰 连翠欣
- 2014年 《卧龙岗》

### 音乐
- 2006年《成仙记》

### 演出
- 1996年 随中国中央电视台银河少年艺术团赴澳门演出
- 1997年 随中国中央电视台梅地亚艺术团赴澳大利亚演出
- 2008年 参加湖南卫视《舞动奇迹》第二季
- 2011年 參加东方卫视《舞林大会》第四季

### 广告
- 2000年 法国依云矿泉水夏季平面
- 2000年 格威特运动系列
- 2000年 555香烟
- 2001年 苏有朋 康师傅绿茶

## 吸毒事件
- 2014年7月：牛萌萌因吸毒被抓，被警方处以行政拘留处理。《新京报》于2020年6月报道此事[3]。
- 2020年5月中上旬：北京警方在一公寓查获多名吸毒人员，其中一人为女演员牛萌萌。牛萌萌当场承认吸毒事实，并表示会配合警方调查。事后，一行人被带回属地派出所处理。因认错态度较好，且由于身体原因，牛萌萌此次被裁定行政拘留而未执行，警方对其做出社区戒毒处理。牛萌萌需要定期到户籍地所属街道报到，并做尿检，三年内如果没有复吸和相关处罚，可以解除社区戒毒[3]。
- 2020年6月23日晚：《新京报》报道了牛萌萌5月吸毒被查获一事。牛萌萌当天发微博否认。
- 2020年6月24日下午：北京市大兴公安分局通过官方微博通报，2020年5月22日，大兴公安分局根据群众举报，在本市某写字楼内查获吸毒人员牛某某（女，37岁），其供认有吸毒的违法事实，经检测，呈甲基苯丙胺类毒品阳性。牛某某被大兴公安分局依据《中华人民共和国治安管理处罚法》相关规定予以行政拘留[4]。《新京报》6月24日报道，大兴公安分局当日再次将牛萌萌控制，并决定及执行行政拘留[5]。

## 链接
牛萌萌的新浪微博